# Tyler Boucher
Tyler Boucher (né le 16 janvier 2003 à Scottsdale, dans l'État de l'Arizona aux États-Unis) est un joueur américain de hockey sur glace. Il évolue à la position d'ailier droit.

## Biographie

### Jeunesse
Boucher commence sa carrière junior avec le programme de développement des Flyers de Philadelphie. Il participe au Tournoi international de hockey pee-wee de Québec en 2016 , puis évolue encore deux années dans ce système. Il rejoint pour la saison 2018-2019 l’équipe de l’école d’Avon Old Farms en USHS-Prep et l’année suivante il intègre l’Équipe nationale de développement des États-Unis en United States Hockey League .
En prévision du repêchage de 2021, la centrale de recrutement de la LNH le classe au vingt-cinquième rang des espoirs nord-américains chez les patineurs. Il est finalement sélectionné au 10e rang par les Sénateurs d'Ottawa.
Pour la saison 2021-2022, il intègre le Championnat de NCAA en se joignant aux Terriers de Boston.

### En équipe nationale
Boucher représente les États-Unis au niveau international. Lors du Défi mondial des moins de 17 ans en 2019, il remporte la médaille d’argent, s’inclinant en finale face à la Russie.

## Statistiques

### En club
| Saison    | Équipe                               | Ligue                     |    | Saison régulière | Saison régulière | Saison régulière | Saison régulière | Saison régulière |   | Séries éliminatoires | Séries éliminatoires | Séries éliminatoires | Séries éliminatoires | Séries éliminatoires |
| Saison    | Équipe                               | Ligue                     | PJ | B                | A                | Pts              | Pun              | PJ               | B | A                    | Pts                  | Pun                  |                      |                      |
| 2015-2016 | Club                                 | Tournoi pee-wee de Québec | 2  | 1                | 1                | 2                | 0                |                  |   |                      |                      |                      |                      |                      |
| 2016-2017 | Flyers de Philadelphie Elite U13 AAA | AYHL U13                  | 17 | 5                | 11               | 16               | 16               |                  |   |                      |                      |                      |                      |                      |
| 2017-2018 | Flyers de Philadelphie Elite U14 AAA | AYHL U14                  | 20 | 12               | 25               | 37               | 24               |                  |   |                      |                      |                      |                      |                      |
| 2018-2019 | École d’Avon Old Farms               | USHS-Prep                 | 26 | 9                | 14               | 23               |                  |                  |   |                      |                      |                      |                      |                      |
| 2019-2020 | USNT U17                             | USDP                      | 43 | 9                | 17               | 26               | 98               |                  |   |                      |                      |                      |                      |                      |
| 2019-2020 | USNTD                                | USHL                      | 24 | 4                | 7                | 11               | 47               |                  |   |                      |                      |                      |                      |                      |
| 2020-2021 | USNTD                                | USHL                      | 5  | 3                | 2                | 5                | 13               |                  |   |                      |                      |                      |                      |                      |
| 2020-2021 | USNT U17                             | USDP                      | 2  | 3                | 0                | 3                | 8                |                  |   |                      |                      |                      |                      |                      |
| 2020-2021 | USNT U18                             | USDP                      | 12 | 6                | 5                | 11               | 22               |                  |   |                      |                      |                      |                      |                      |
| 2021-2022 | Terriers de Boston                   | NCAA                      | 17 | 2                | 1                | 3                | 34               | -                | - | -                    | -                    | -                    |                      |                      |
| 2021-2022 | 67 d'Ottawa                          | LHO                       |    | 24               | 7                | 7                | 14               | 22               |   | 4                    | 1                    | 1                    | 2                    | 6                    |

### En équipe nationale
| Année | Équipe     | Compétition                      |   | PJ | B | A | Pts | Pun               |  | Résultat |
| 2019  | États-Unis | Défi mondial des moins de 17 ans | 6 | 1  | 3 | 4 | 16  | Médaille d'argent |  |          |

## Transactions
- Le 12 mai 2018, il s'engage avec les Terriers de Boston[6]

- Le 28 décembre 2021, il signe son contrat d'entrée dans la LNH avec les Sénateurs d'Ottawa[7]